# Смоли сечовино-формальдегідні
Смоли сечовино-формальдегідні (рос. смолы мочевино-формальдегидные; англ. urea-formaldehyde resins; нім. Urinoformaldehydhärze n pl) – термореактивні олігомерні продукти поліконденсації сечовини з формальдегідом, які модифікуються меламіном, гуанамінами, фенолами і ін., тверднуть під час нагрівання та за нормальної температури в присутності кислотних каталізаторів і дають безбарвні, фотостабільні, стійкі в органічних розчинниках полімери. Вони здатні тверднути в присутності формаліну під дією органічних або неорганічних кислот. 